# Barice (Stari Grad)
Pour les articles homonymes, voir Barice.
Barice (en serbe cyrillique : Барице) est un village de Bosnie-Herzégovine. Il est situé dans la municipalité de Stari Grad, dans le canton de Sarajevo et dans la fédération de Bosnie-et-Herzégovine. Selon les premiers résultats du recensement bosnien de 2013, il compte 60 habitants.

## Démographie

### Évolution historique de la population dans la localité
| 1948 | 1953 | 1961 | 1971 | 1981 | 1991 | 2013 |
| ---- | ---- | ---- | ---- | ---- | ---- | ---- |
| -    | -    | 141  | 117  | 144  | 128  | 60   |

|  |